# Herbert Chapman
Herbert Chapman (n. 19 ianuarie 1878 — d. 6 ianuarie 1934) a fost un fotbalist și antrenor englez.
Ca jucător, Chapman a evoluat pentru mai multe cluburi, atât profesioniste cât și de amatori, însă a rămas celebru pentru succesele sale ca antrenor. A câștigat patru titluri în campionatul Angliei cu cluburile Arsenal F.C. și Huddersfield Town F.C..